# Het Witte Paard Sas van Gent
Het Witte Paard Sas van Gent (HWP Sas van Gent) is een schaakvereniging uit Sas van Gent.
De vereniging is in 1955 opgericht en heeft zich in 1958 aangesloten bij de Koninklijke Nederlandse Schaakbond.
HWP Sas van Gent speelde in 1996/97 voor het eerst in de Meesterklasse. Dit eerste seizoen werd geen succes, want met een 10e plaats en 1 punt degradeerde Sas van Gent gelijk weer terug naar de Eerste Klasse. In 2001/02 mocht Sas van Gent voor de tweede keer uitkomen in de Meesterklasse, maar er volgde na een 9e plaats en 3 punten wederom degradatie. In 2003/04 werd Sas van Gent 10e en laatste, maar mocht het in de Meesterklassen blijven. In het seizoen 2004/05 werd Sas van Gent 7e met 7 punten en de club handhaafde zich voor het eerst op eigen kracht in de Meesterklasse. Een seizoen daarna volgde weer degradatie. Ook in de seizoenen 2007/08 en 2009/10 degradeerde Sas van Gent uit de Meesterklasse.
Ook na 2010 kwam Sas van Gent meerdere seizoenen in de Meesterklasse uit, maar meestal volgde er gelijk weer degradatie. In 2019 nam Sas van Gent deel een de Europa Cup voor clubteams.
HWP Sas van Gent heeft 25 jaar lang een internationaal jeugdschaaktoernooi georganiseerd. Hoogtepunten van de georganiseerde toernooien waren de Wereldkampioenschappen jeugdschaak in 1978 en de Europese Jeugdkampioenschappen in 1992.